# Керр, Чарльз (художник)
Чарльз Керр (англ. Charles Henry Malcolm Kerr, также C. H. M. Kerr или Charles Kerr; 22 января 1858, Лондон, Англия — 7 декабря 1907) — английский художник и иллюстратор, известен своими иллюстрациями приключенческих романов Райдера Хаггарда.

## Биография
Родился 22 января 1858 года в Лондоне; один из шести сыновей и двух дочерей Роберта Малькольма Керра (Robert Malcolm Kerr; 1821—1902), лондонского судьи, и Марии Сюзанны Соули Керр (Maria Susannah Soley Kerr).
Первоначальное образование получил в колледже Корпус Кристи, Оксфорд. Затем обучался в английской Королевской академии художеств и в парижской Академии Жюлиана. С 1884 года регулярно выставлялся в Королевской академии. Затем во многих английских выставках. В 1890 году Керр был принят в Королевское общество британских художников.
Чарльз Керр иллюстрировал книги многих писателей: Райдера Хаггарда, Роберта Стивенсона, Эндрю Лэнга, Артур Конан Дойла.
Керр находился среди тех, кто был приглашён на торжественный ужин 1 мая 1889 года в ресторан Criterion Restaurant по случаю присвоения звания почётного члена Академии изящных искусств в Мюнхене Джеймсу Уистлеру.
Был женат на Гертруде Лиззи Джайлс (Gertrude Lizzie Giles), которая позировала ему в 1905 году для картины «Посетитель» (The Visitor), находящейся в настоящее время в коллекции музея Тейт.
В 1906 году Чарльз Керр был доставлен в частную психиатрическую клинику в Чизик (Лондон) из-за последствий употребления морфина. Был выписан из неё и находился под наблюдением жены в своём доме в Бёрджесс Хилле.
Умер 7 декабря 1907 года.